# Pierre Macq
Pierre Macq (Ganshoren, 8 de julho de 1930 – 17 de setembro de 2013) foi um físico belga, reitor da Universidade Católica de Louvain (UCLouvain), de 1986 a 1995. Recebeu o Prêmio Francqui de 1973 por seu trabalho em física nuclear experimental.
Em 1991, fundou a Cátedra Hoover de Ética Econômica e Social (em francês, Chaire Hoover d'éthique économique et sociale), na UCLouvain, resultado de uma doação da Belgian American Educational Foundation para o desenvolvimento de universidades.